# Jince
Jince su mjesto i središte istoimene općine u okrugu Příbram, u Središnjoj Češkoj. Smještene su na obali rijeke Litavke, 11 kilometara sjeverno od okružnog središta Příbrama. Jince su omeđene vrhovima masiva Brdy: Písekom (691 m), Plešivcem (654 m), Koníčekom i Ostrijem. Jince broje 2.255 stanovnika prema popisu iz 2014. godine.

## Povijest
Prvi spomen mjesta datira iz ranog 14. stoljeća, iz 1390. godine, kada je češki kralj Vjenceslav (Václav) IV. razgovarao o obnovi lokalne kovačnice. 1646. u zapisima se spominje kako je u mjestu radila visoka peć, vjerojatno radi taljenja metala. U 18. stoljeću izgrađen je barokni dvorac. U zapisima se spominje još jedna visoka peć prozvana "Barbara", koja bila u pogonu od 1810. do 1874. 1900. godine Jince dobivaju status grada, koji se ukida 17. rujna 2006.
U 19. stoljeću biolog Joachim Barrande pronašao je fosile trilobita. Većina ostataka iskopano je na području nekadašnjih vinograda, koje je danas zaštićeno. Važnost ovog pronalaska očituje se u činjenici da se na mjesnom grbu i zastavi nalazi i trilobit Ellipsocephalus hoffi.
Od 10. listopada 2006. godine selu je vraćen status mjesta i središta općine.

## Promet
- Cestovni promet:

- Državna cesta 118 (Zdice - Jince - Příbram);
- Državna cesta 115 (Jince - Hostomice - Revnice).
- Željeznički promet:

- Državna pruga 200 (Zdice - Příbram - Březnice - Písek - Protivín); u promet je puštena kao jednotračna željeznička pruga 1875. godine.
- Na željezničkom kolodvoru dnevno se zaustavlja 10 redovnih putničkih vlakova i 4 neobvezna (ekspressna).
- Autobusni promet:

- Autobusne linije postoje sa svim drugim većim mjestima u okrugu: Beroun, Hořovice, Kladno, Lochovice, Příbram, Žebrák.

## Kultura
U mjestu, iako je općinsko središte, nema velikih kulturnih događanja. Lokalna osnovna škola ponekad održava koncerte i predstave u kojima sudjeluju učenici. No, u mjestu postoji veliki broj udruga, među kojima se ističe Udrugu za prostorno uređenje, koja se brine za održavanje gradskog zelenila sadeći novo drveće i cvijeće, održavajući javne površine (parkove i šetnice) te čišćenjem "divljih" odlagališta otpada. 
Osim udruga, u starom kulturnom centru ponekad se održavaju izložbe, predstave i predstavljanja knjiga, jer centar surađuje i s općinskom knjižnicom.

## Znamenitosti
- Rodna kuća Josefa Slavíka, češkog violinista.
- Barokni dvorac iz 18. stoljeća nalazi se u derutnom stanju.
- Povijesna građevina nepoznate svrhe.
- Crkva svetog Nikole.
- Grob Josefa Slavíka.
- Poljska lipa, najstarije drvo u mjestu.

## Vanjske poveznice
- (češ.) Službena stranica

### Ostali projekti
|  | Zajednički poslužitelj ima još gradiva o temi Jince |